# Cormoyeux
Cormoyeux est une commune française, située dans le département de la Marne en région Grand Est. Elle se trouve sur les coteaux sud de la Montagne de Reims, au sein d'un parc naturel régional.
Commune rurale de l'aire d'attraction de Reims  et du bassin de vie d'Épernay, Cormoyeux est membre de la communauté de communes des Paysages de la Champagne, à qui elle a transféré un certain nombre de compétences (notamment en matière d'eau et de déchets).
Au dernier recensement de 2022, la commune comptait 128 habitants. Son économie est particulièrement tournée vers la viticulture.
Son patrimoine architectural comprend notamment son église, dédiée à Saint-Clément. Son patrimoine naturel comprend quant à lui une zone naturelle d'intérêt écologique, faunistique et floristique, celle des bois de la Hazette et de la Grosse Fontaine.

## Géographie

### Localisation
Cormoyeux se trouve au centre-ouest du département de la Marne, en région Grand Est. La commune appartient à la région agricole du Vignoble.
La commune de Cormoyeux s'étend sur une superficie de 217 hectares. Elle se trouve sur le versant sud de la Montagne de Reims, dans une vallée formée par le ru de Brunet, affluent de la Marne,.
Par la route, Cormoyeux se situe à 44 km de Châlons-en-Champagne, préfecture de la Marne, à 27 km de Reims, plus grande ville du département, à 12 km d'Épernay, sa sous-préfecture, et à 24 km de Dormans, bureau centralisateur du canton de Dormans-Paysages de Champagne dont dépend Cormoyeux depuis 2015. La commune fait en outre partie du bassin de vie d'Épernay.
Cormoyeux est limitrophe de 4 communes :
|                   | Nanteuil-la-Forêt |             |
| Fleury-la-Rivière | Cormoyeux         | Hautvillers |
|                   | Romery            |             |

### Géologie et relief
Sur son territoire, l'altitude varie de 145 à 264 mètres.
Le relief est marqué par la vallée du ru de Brunet (ou localement ruisseau des Gros Sourdons) au centre de la commune.
L'altitude est minimale au sud de la commune, sur les rives du ru de Brunet. Autour de la vallée, l'altitude s'élève rapidement et dépasse 250 mètres, voire 260 mètres sur le plateau boisé de la Montagne de Reims (au nord et à l'est). Entre le fond de la vallée et le plateau, se trouve le village de Cormoyeux — principalement situé entre 175 et 200 mètres d'altitude — et des coteaux plantés de vignes.
À mi-pente de coteau, on trouve des gisements appartenant aux gites fossilifères lutétiens du secteur de Damery-Fleury-la-Rivière.

### Hydrographie
La commune est traversée par la ligne de partage des eaux entre les régions hydrographiques « la Seine de sa source au confluent de l'Oise (exclu) » et « la Seine du confluent de l'Oise (inclus) à l'embouchure » au sein du bassin Seine-Normandie. Elle est drainée par le ru de Brunet,.

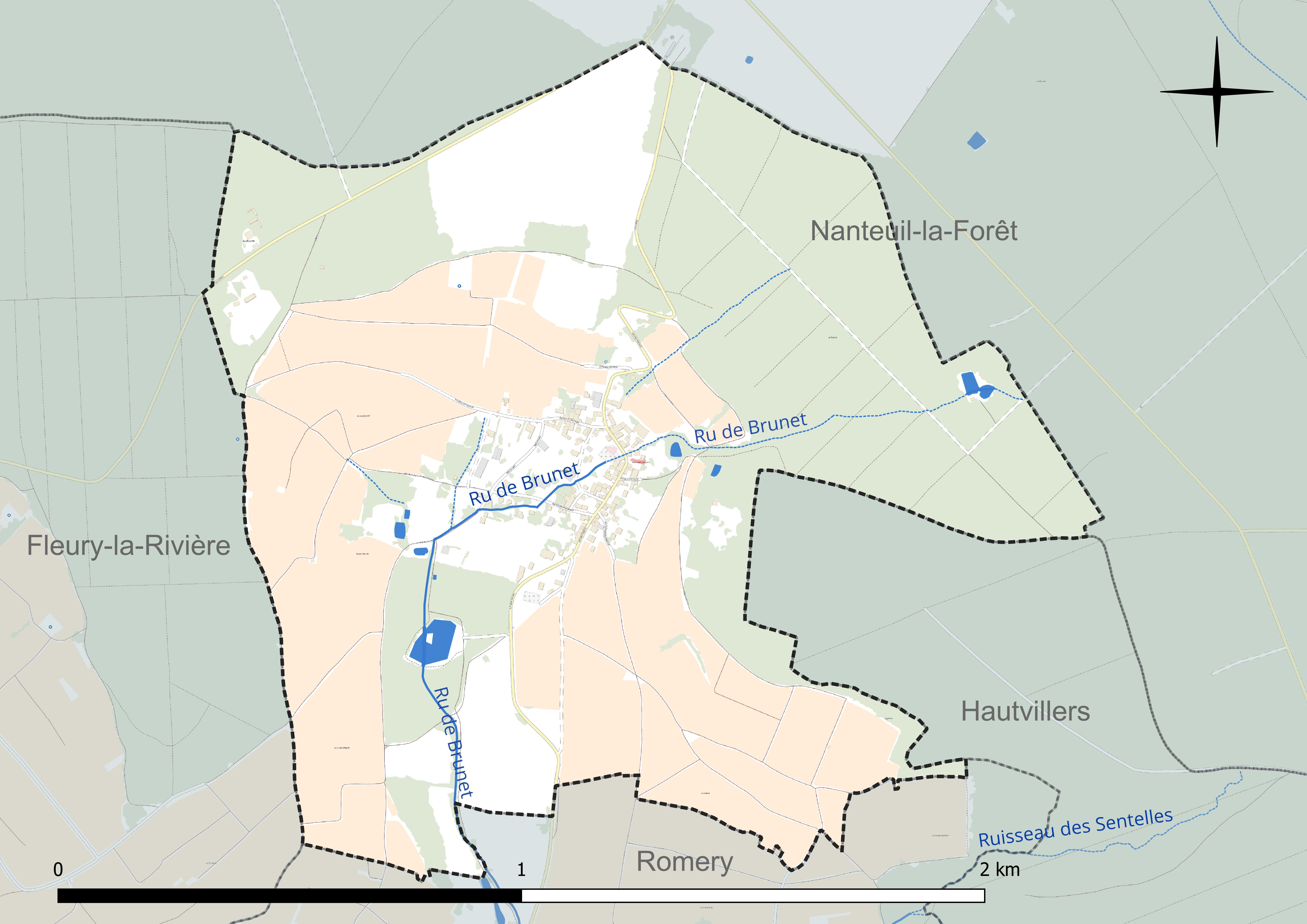
Réseau hydrographique de Cormoyeux.

### Climat
Pour des articles plus généraux, voir Climat du Grand Est et Climat de la Marne.
En 2010, le climat de la commune est de type climat océanique dégradé des plaines du Centre et du Nord, selon une étude du Centre national de la recherche scientifique s'appuyant sur une série de données couvrant la période 1971-2000. En 2020, Météo-France publie une typologie des climats de la France métropolitaine dans laquelle la commune est exposée à un climat océanique altéré et est dans la région climatique  Nord-est du bassin Parisien, caractérisée par un ensoleillement médiocre, une pluviométrie moyenne régulièrement répartie au cours de l’année et un hiver froid (3 °C). 
Pour la période 1971-2000, la température annuelle moyenne est de 10,8 °C, avec une amplitude thermique annuelle de 15,9 °C. Le cumul annuel moyen de précipitations est de 815 mm, avec 12,3 jours de précipitations en janvier et 8,4 jours en juillet. Pour la période 1991-2020, la température moyenne annuelle observée sur la station météorologique de Météo-France la plus proche, « Chambrecy-Civc », sur la commune de Chambrecy à 11 km à vol d'oiseau, est de 10,7 °C et le cumul annuel moyen de précipitations est de 734,0 mm. 
La température maximale relevée sur cette station est de 40,3 °C, atteinte le 25 juillet 2019 ; la température minimale est de −22,1 °C, atteinte le 17 janvier 1985,,. 
Les paramètres climatiques de la commune ont été estimés pour le milieu du siècle (2041-2070) selon différents scénarios d'émission de gaz à effet de serre à partir des nouvelles projections climatiques de référence DRIAS-2020. Ils sont consultables sur un site dédié publié par Météo-France en novembre 2022.

### Milieux naturels et biodiversité

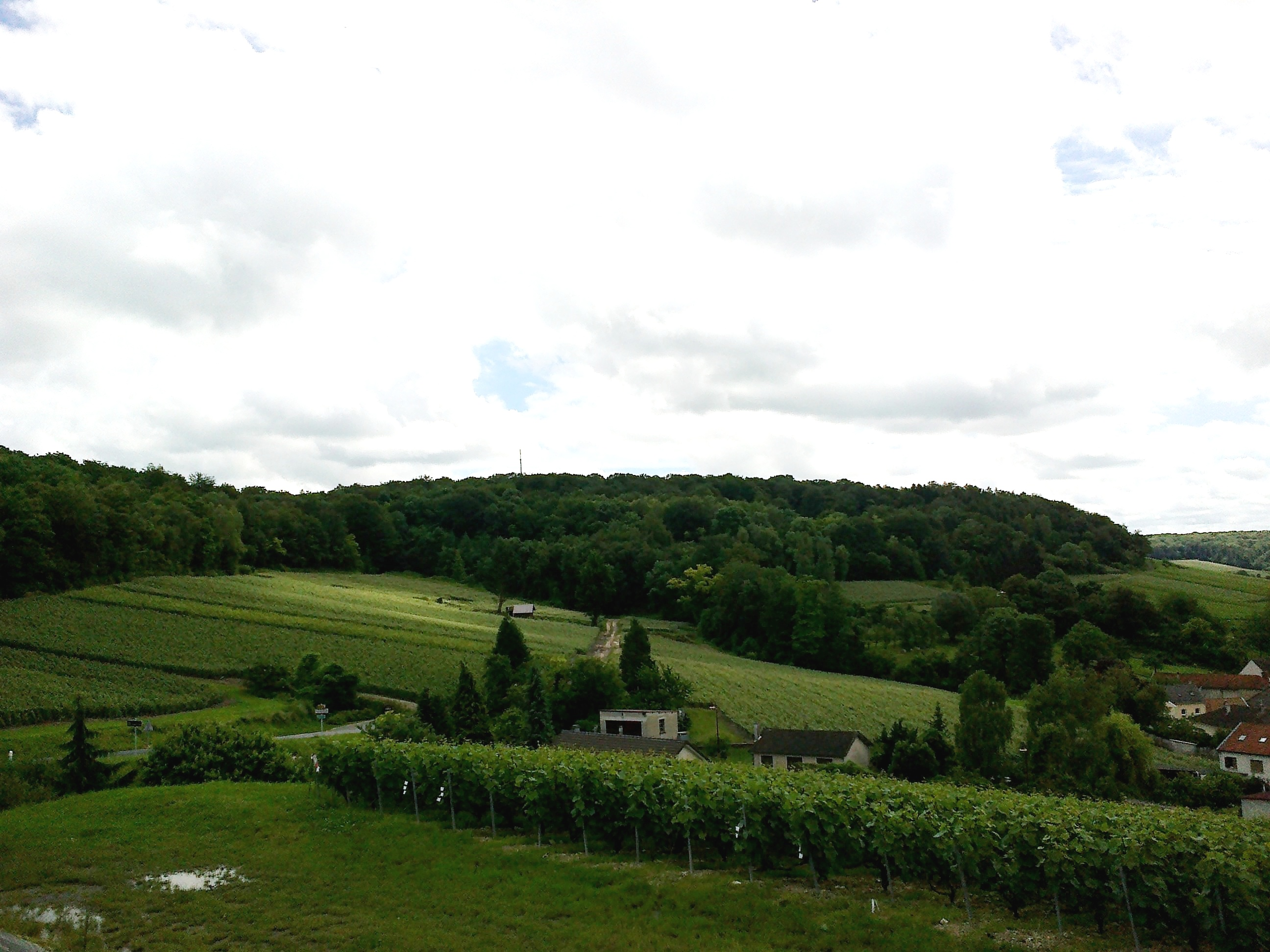
Vue des forêts surplombant Cormoyeux, à gauche le bois de la Hazette.

L'Inventaire national du patrimoine naturel (INPN) recense 309 espèces sur le territoire de la commune, dont 33 espèces protégées et 15 espèces menacées.
Cormoyeux fait partie du parc naturel régional de la Montagne de Reims.
La commune compte également une zone naturelle d'intérêt écologique, faunistique et floristique (ZNIEFF) de type I : les « bois de la Hazette et de la Grosse Fontaine à Cormoyeux ». La ZNIEFF s'étend sur près de 54 hectares et regroupe le bois de la Hazette au nord-est du village et le bois de la Grosse Fontaine à l'ouest de Cormoyeux (sur le territoire de Fleury-la-Rivière). Ces bois sont composés de hêtraies-frênaies calcicoles, de chênaies-charmaies-hêtraies calcicoles et plus rarement d'aulnaies-frênaies dans les vallons. Parmi les plantes rares dans le département, y on trouve l'asaret d'Europe, l'iris fétide ou encore le jolibois.

## Urbanisme

### Typologie
Au 1er janvier 2024, Cormoyeux est catégorisée commune rurale à habitat dispersé, selon la nouvelle grille communale de densité à sept niveaux définie par l'Insee en 2022.
Elle est située hors unité urbaine. Par ailleurs la commune fait partie de l'aire d'attraction de Reims, dont elle est une commune de la couronne,. Cette aire, qui regroupe 294 communes, est catégorisée dans les aires de 200 000 à moins de 700 000 habitants,.

### Occupation des sols
L'occupation des sols de la commune, telle qu'elle ressort de la base de données européenne d’occupation biophysique des sols Corine Land Cover (CLC), est marquée par l'importance des territoires agricoles (65,2 % en 2018), une proportion identique à celle de 1990 (65,2 %). La répartition détaillée en 2018 est la suivante : cultures permanentes (35,9 %), forêts (34,8 %), terres arables (15,7 %), zones agricoles hétérogènes (13,6 %).
L'évolution de l’occupation des sols de la commune et de ses infrastructures peut être observée sur les différentes représentations cartographiques du territoire : la carte de Cassini (XVIIIe siècle), la carte d'état-major (1820-1866) et les cartes ou photos aériennes de l'IGN pour la période actuelle (1950 à aujourd'hui).

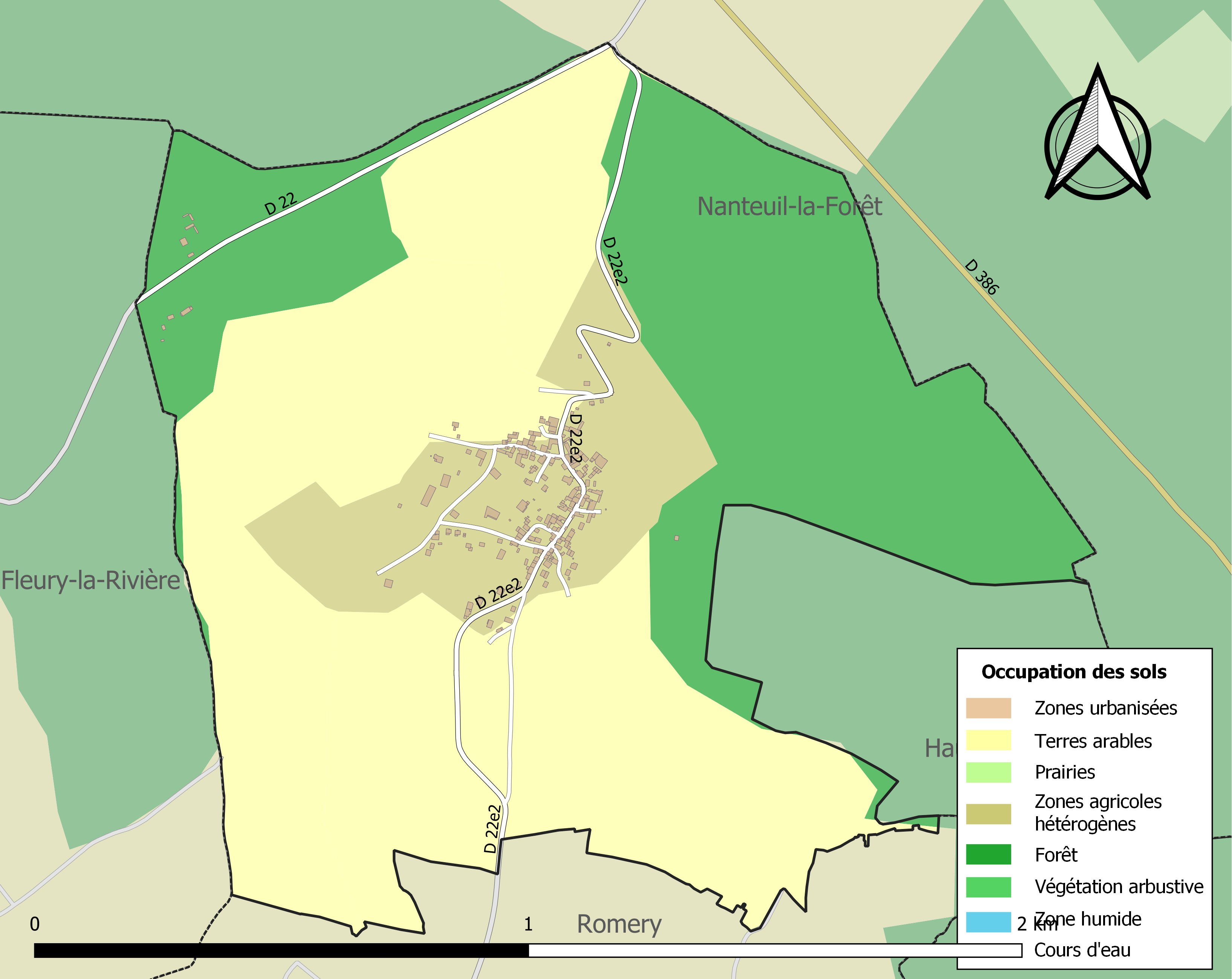
Carte des infrastructures et de l'occupation des sols de la commune en 2018 (CLC).

### Hameaux et écarts
La commune ne compte qu'un seul écart, les Essarts, au nord-ouest.

### Planification
Les documents d'urbanisme de la commune ne figurent pas sur le portail public Géoportail de l'urbanisme.

### Habitat et logement
En 2021, Cormoyeux compte 75 logements. Ces logements sont à 97 % des maisons ; la commune ne comptant que deux appartements. En raison de la prévalence des maisons, les résidences principales de Cormoyeux disposent en moyenne de 5 pièces.
Le tableau ci-dessous présente une comparaison de quelques indicateurs chiffrés du logement pour Cormoyeux, la communauté de communes des Paysages de la Champagne (CCPC), le département de la Marne et la France entière :
|                                                            | Cormoyeux | CCPC   | Marne   | France     |
| ---------------------------------------------------------- | --------- | ------ | ------- | ---------- |
| Ensemble des logements                                     | 75        | 11 470 | 300 919 | 37 155 918 |
| Part des résidences principales (en %)                     | 72,4      | 80,9   | 87,5    | 82,2       |
| Part des résidences secondaires (en %)                     | 13,1      | 5,8    | 3,4     | 9,7        |
| Part des logements vacants (en %)                          | 14,4      | 13,4   | 9,1     | 8,1        |
| Part des propriétaires de leur résidence principale (en %) | 80,0      | 76,4   | 52,2    | 57,5       |

À Cormoyeux, en 2021, 72,4 % des logements sont des résidences principales, 13,1 % des résidences secondaires et 14,4 % des logements vacants. Par ailleurs, 80 % des ménages sont propriétaires de leur résidence principale. Cormoyeux se démarque alors par un nombre supérieur à la moyenne de résidences secondaires et de ménages propriétaires de leur résidence principale.
Les logements y sont relativement récents. Parmi les 54 résidences principales construites avant 2019, 13 % avaient été construites avant 1945, 11,1 % entre 1946 et 1970, 37 % entre 1971 et 1990, 22,2 % entre 1991 et 2005 et 16,7 % entre 2006 et 2018.
Le tableau ci-dessous présente l'évolution du nombre de logements sur le territoire de la commune, par catégorie, depuis 1968 :
|                        | 1968 | 1975 | 1982 | 1990 | 1999 | 2010 | 2015 | 2021 |
| ---------------------- | ---- | ---- | ---- | ---- | ---- | ---- | ---- | ---- |
| Résidences principales | 38   | 40   | 44   | 44   | 46   | 51   | 52   | 55   |
| Résidences secondaires | 4    | 6    | 5    | 10   | 9    | 9    | 3    | 10   |
| Logements vacants      | 1    | 2    | 4    | 7    | 5    | 8    | 14   | 11   |
| Total                  | 43   | 48   | 53   | 61   | 60   | 68   | 69   | 75   |

### Voies de communication et transports
Cormoyeux est traversée par la route départementale 22, qui la relie à Romery et Fleury-la-Rivière au sud ainsi qu'à la route départementale 386 (Dizy-Fismes) au nord.
Les gares de chemin de fer les plus proches sont situées à Ay et Épernay.

### Risques naturels et technologiques
Le territoire de Cormoyeux est vulnérable à différents risques naturels. La commune est dans l'obligation d'élaborer et publier un document d'information communal sur les risques majeurs ainsi qu'un plan communal de sauvegarde.
La commune est concernée par les risques de mouvements de terrain. Cormoyeux est comprise dans le périmètre du plan de prévention des risques « glissement de terrain de la Côte d'Ile-de-France - secteur de la vallée de la Marne des tranches 1 et 2 » approuvé en 2014. La montagne de Reims est en effet considérée comme un « secteur propice aux glissements de terrain ».
Cormoyeux est également concernée par le risque d'inondation par remontée de nappe. La commune a fait l'objet d'arrêtés reconnaissant l'état de catastrophe naturelle pour des inondations et/ou coulées de boue en 1983 et 1999.
La commune est affectée par le phénomène de retrait-gonflement des argiles (risque moyen). Le risque sismique est très faible sur son territoire. De même, le potentiel radon de la commune est faible.
Aucun risque technologique n'est identifié sur son territoire.

## Toponymie

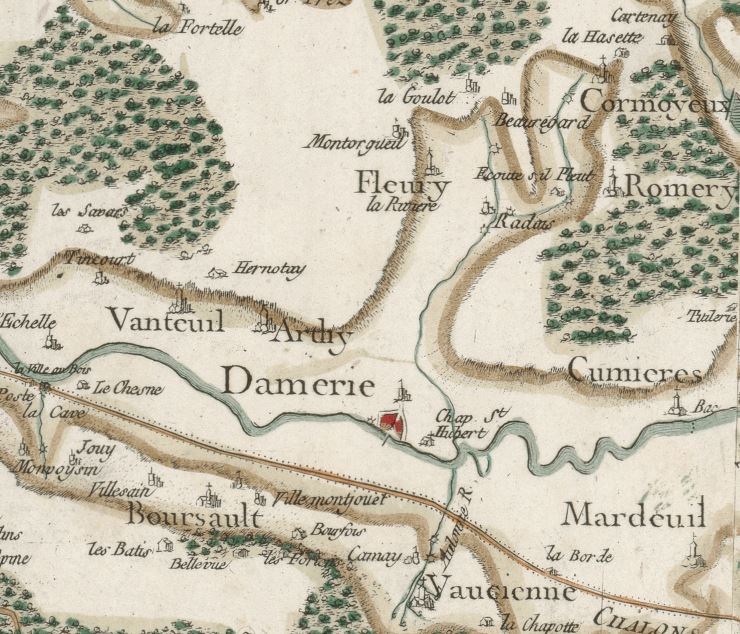
Carte de Cassini représentant Damery et ses environs, notamment la vallée du ru de Brunet et Cormoyeux en haut à droite.

Le nom de la localité est attesté sous les formes Cormoiers (1222) ; Courmoyer (1303-1312) ; Courmoier (1346) ; Cormoyeuz (1604).
Selon le toponymiste Ernest Nègre, son nom provient bas latin cortem « ferme » et mediarios « des métayers ». Selon le site internet de la commune, son nom associe cortem « domaine » et medarius « milieu » (« domaine du milieu »).

## Histoire
La commune a absorbé, vers 1790-1794, celle de Romery, et a pris le nom de Cormoyeux-et-Romery jusqu’en 1905, date à laquelle Romery a de nouveau formé une commune distincte.
Cormoyeux est décorée de la croix de guerre 1914-1918.

## Politique et administration

### Rattachements administratifs et électoraux

#### Rattachements administratifs
La commune se trouve dans l'arrondissement d'Épernay au sein du département de la Marne et de la région Grand Est. Avant le 31 mars 2017, Cormoyeux appartenait à l'arrondissement de Reims.
Elle faisait partie depuis 1801 du canton d'Ay. Dans le cadre du redécoupage cantonal de 2014 en France, cette circonscription administrative territoriale a disparu, et le canton n'est plus qu'une circonscription électorale.

#### Rattachements électoraux
Pour les élections départementales, la commune fait partie depuis 2014 du canton de Dormans-Paysages de Champagne.
Pour l'élection des députés, elle fait partie de la troisième circonscription de la Marne.

### Intercommunalité
Cormoyeux était membre de la communauté de communes des Deux Vallées, un établissement public de coopération intercommunale (EPCI) à fiscalité propre créé en 1996 et auquel la commune avait transféré un certain nombre de ses compétences, dans les conditions déterminées par le Code général des collectivités territoriales.
Dans le cadre des dispositions de la loi portant nouvelle organisation territoriale de la République du 7 août 2015, qui prévoit que les établissements publics de coopération intercommunale (EPCI) à fiscalité propre doivent avoir un minimum de 15 000 habitants, cette intercommunalité a fusionné avec ses voisines pour former, le 1er janvier 2017, la communauté de communes des Paysages de la Champagne, dont est désormais membre la commune.
Cormoyeux est par ailleurs membre d'un EPCI sans fiscalité propre, le syndicat mixte de réalisation et de gestion du parc naturel régional de la Montagne de Reims.

### Liste des maires

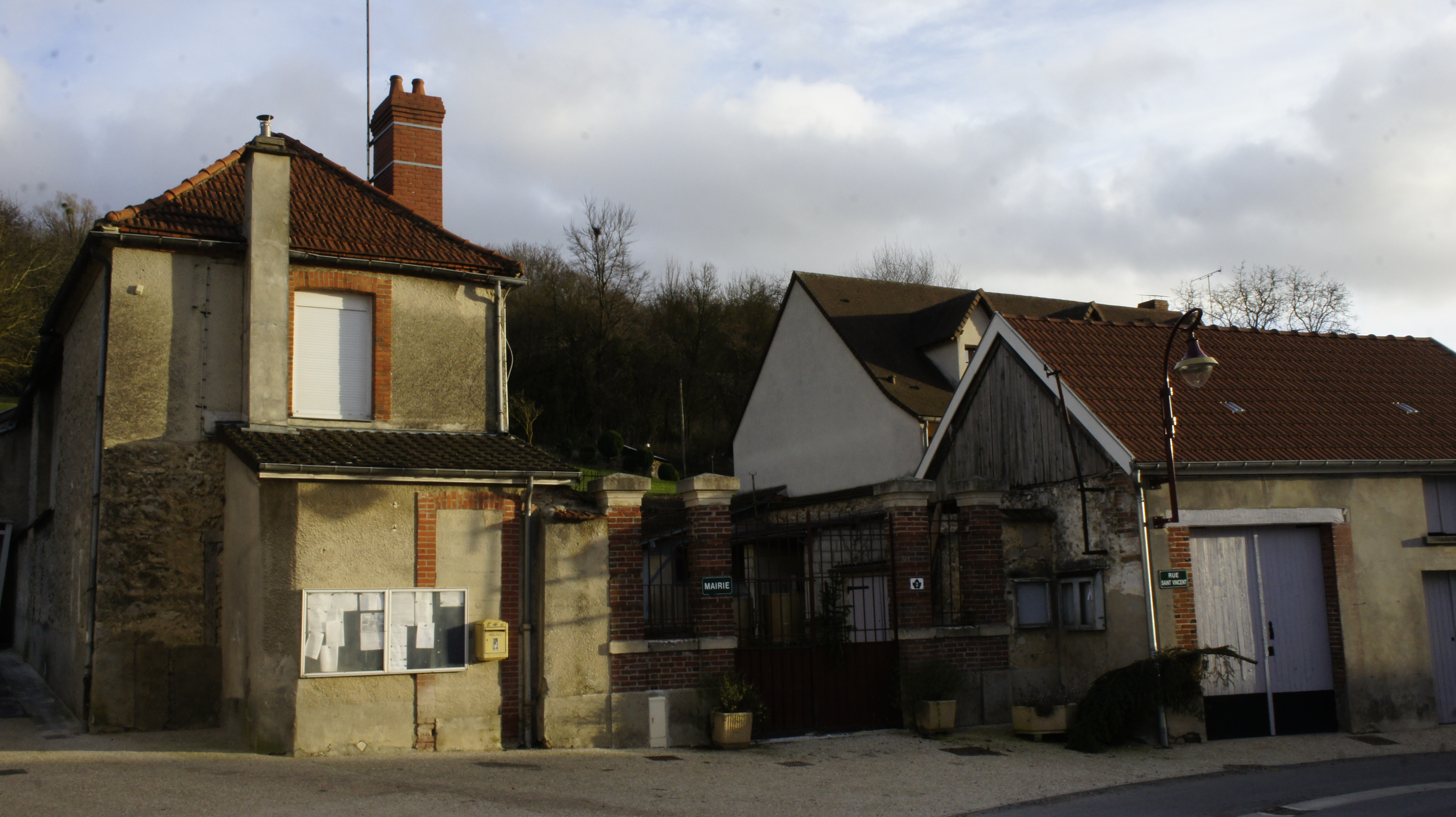
La mairie.

| Période                                  | Période                      | Identité           | Étiquette | Qualité |
| ---------------------------------------- | ---------------------------- | ------------------ | --------- | ------- |
| Les données manquantes sont à compléter. |                              |                    |           |         |
| avant 1995                               | 1995                         | Daniel Tellier     | DVD       |         |
| 1995                                     | 2014                         | Jean-Claude Robert |           |         |
| 2014                                     | En cours (au 4 juillet 2014) | Édouard Vautrin    |           |         |

### Jumelages
Au 1er janvier 2023, Cormoyeux n'est jumelée avec aucune ville.

## Équipements et services publics

### Eau et déchets
L'approvisionnement en eau potable et l'assainissement des eaux usées sont des compétences de la communauté de communes des Paysages de la Champagne. La commune de Cormoyeux est alimentée en eau potable par le captage « Les Grisarderies », situé sur son territoire. La production et la distribution d'eau potable font l'objet d'une délégation de service public confiée à Suez jusqu'en 2029. Cormoyeux est rattachée à la station d'épuration à boues activées de Fleury-la-Rivière. L'assainissement collectif y est assuré en régie par la communauté de communes.
La communauté de communes est également compétente en matière de déchets. La collecte des ordures ménagères résiduelles et des déchets recyclables est réalisée en porte à porte. La communauté de commune adhérant au syndicat de valorisation des ordures ménagères de la Marne (SYVALOM), ces déchets sont amenés au centre de transfert départemental de Pierry puis valorisés sur le site de La Veuve. La collecte du verre et des textiles se fait en apport volontaire. La communauté de communes met par ailleurs six déchèteries à disposition de ses habitants, accessibles après création d'une carte d'accès : à Châtillon-sur-Marne, Damery-Venteuil, Fèrebrianges, Mareuil-le-Port, Montmort-Lucy et Trélou-sur-Marne.

### Enseignement
Cormoyeux fait partie de l'académie de Reims.
L'école de la commune a fermé ses portes en 1973.
La commune est rattachée au groupe scolaire de Damery, composé d'une école maternelle de 53 élèves située rue de Tarbes et d'une école élémentaire de 103 élèves située place des Écoles (chiffres 2024-2025).
Les enfants de Cormoyeux sont ensuite rattachés au collège Côte Legris d'Épernay et au lycée Stéphane-Hessel d'Épernay.

### Postes et télécommunications
Une boîte aux lettres de La Poste se trouve sur le territoire de la commune, place Saint-Clément. Les bureaux de poste les plus proches sont situés à Hautvillers et Damery.

### Justice, sécurité et secours
Du point de vue judiciaire, Cormoyeux relève du conseil de prud'hommes, du tribunal de commerce, du tribunal judiciaire, du tribunal paritaire des baux ruraux et du tribunal pour enfants de Reims, dans le ressort de la cour d'appel de Reims. Pour le contentieux administratif, la commune dépend du tribunal administratif de Châlons-en-Champagne et de la cour administrative d'appel de Nancy.
Cormoyeux est située en secteur Gendarmerie nationale et dépend de la brigade de Dizy.
En matière d'incendie et de secours, la caserne la plus proche est celle d'Épernay, rattachée au Service départemental d'incendie et de secours (SDIS) de la Marne. La commune est rattachée au centre de première intervention de Venteuil-Damery qui compte 17 sapeurs-pompiers volontaires intercommunaux suppléant les pompiers professionnels du SDIS.

## Population et société

### Démographie
L'évolution du nombre d'habitants est connue à travers les recensements de la population effectués dans la commune depuis 1793. Pour les communes de moins de 10 000 habitants, une enquête de recensement portant sur toute la population est réalisée tous les cinq ans, les populations de référence des années intermédiaires étant quant à elles estimées par interpolation ou extrapolation. Pour la commune, le premier recensement exhaustif entrant dans le cadre du nouveau dispositif a été réalisé en 2005.

En 2022, la commune comptait 128 habitants, en évolution de +7,56 % par rapport à 2016 (Marne : −1,19 %, France hors Mayotte : +2,11 %).
| 1793 | 1800 | 1806 | 1821 | 1831 | 1836 | 1841 | 1846 | 1851 |
| ---- | ---- | ---- | ---- | ---- | ---- | ---- | ---- | ---- |
| 463  | 568  | 576  | 557  | 630  | 565  | 575  | 513  | 527  |

| 1856 | 1861 | 1866 | 1872 | 1876 | 1881 | 1886 | 1891 | 1896 |
| ---- | ---- | ---- | ---- | ---- | ---- | ---- | ---- | ---- |
| 470  | 484  | 450  | 459  | 437  | 412  | 407  | 404  | 382  |

| 1901 | 1906 | 1911 | 1921 | 1926 | 1931 | 1936 | 1946 | 1954 |
| ---- | ---- | ---- | ---- | ---- | ---- | ---- | ---- | ---- |
| 382  | 203  | 170  | 174  | 152  | 148  | 127  | 117  | 123  |

| 1962 | 1968 | 1975 | 1982 | 1990 | 1999 | 2005 | 2006 | 2010 |
| ---- | ---- | ---- | ---- | ---- | ---- | ---- | ---- | ---- |
| 118  | 100  | 99   | 118  | 102  | 113  | 115  | 119  | 118  |

| 2015 | 2020 | 2022 | - | - | - | - | - | - |
| ---- | ---- | ---- | - | - | - | - | - | - |
| 118  | 128  | 128  | - | - | - | - | - | - |

La fortement chute de population entre les recenements de 1901 et 1906 s'explique par la création de la commune de Romery en 1905.

### Sports, loisirs et vie associative
Cormoyeux dispose d'une salle des fêtes, appelée « Pré en Bulles » et d'une capacité de 70 personnes.
Elle ne compte cependant pas d'équipement sportif.
La principale association locale est le CALEC (Comité d'aide de loisirs des enfants de Cormoyeux), qui organise des manifestations à destination des enfants du village depuis 1978.

### Cultes
Pour le culte catholique, Cormoyeux dépend de la paroisse Saint-Sébastien - Rives de Marne, au sein du diocèse de Châlons-en-Champagne.

### Médias
La presse écrite régionale comprend le quotidien L'Union et l'hebdomadaire L'Hebdo du vendredi.
Parmi les stations de radio locales, il est possible de citer Ici Champagne-Ardenne et Champagne FM.

## Économie

### Revenus de la population et fiscalité
En 2021, la commune compte 57 ménages fiscaux, regroupant 127 personnes.
Le revenu disponible par unité de consommation est alors de 27 620 €, supérieur à celui de la communauté de communes des Paysages de la Champagne (24 050 €), du département de la Marne (22 830 €) et de la France métropolitaine (23 080 €).
Pour des raisons de secret statistique, le taux de pauvreté à Cormoyeux n'est pas communiqué par l'Insee.

### Emploi
Cormoyeux appartient à la zone d'emploi d'Épernay.
En 2021, le taux d'activité des 15-64 ans est de 84,9 %, supérieur à celui de la communauté de communes (79,7 %), du département (74 %) et de la France métropolitaine (74,9 %). Pour cette même catégorie de population, le taux de chômage est de 6,8 % contre 8 % pour la communauté de communes, 12,1 % pour la Marne et 11,7 % pour la France métropolitaine.
En 2021, Cormoyeux compte 41 emplois, dont 49,1 % de salariés et 50,9 % de non-salariés. Avec 67 actifs y résidant, la commune a alors un indicateur de concentration d'emploi de 60,8. Dans les faits, 30,9 % des actifs résidant à Cormoyeux y travaillent tandis que 69,1 % travaillent dans une autre commune.

### Entreprises, commerces et agriculture
En 2022, la commune compte 10 établissements économiquement actifs (hors agriculture).
Située sur la route touristique du Champagne, Cormoyeux dispose de plusieurs gîtes et hébergements. Elle ne compte cependant aucun commerce.
En 2020, Cormoyeux compte 30 exploitations agricoles, pour une surface agricole utilisée de 70 hectares et 44 emplois à temps plein. Selon l'Agreste, la production agricole de la commune est spécialisée dans la viticulture. Cormoyeux fait en effet partie des appellations d'origine contrôlée « champagne » et « coteaux-champenois ».

## Culture locale et patrimoine

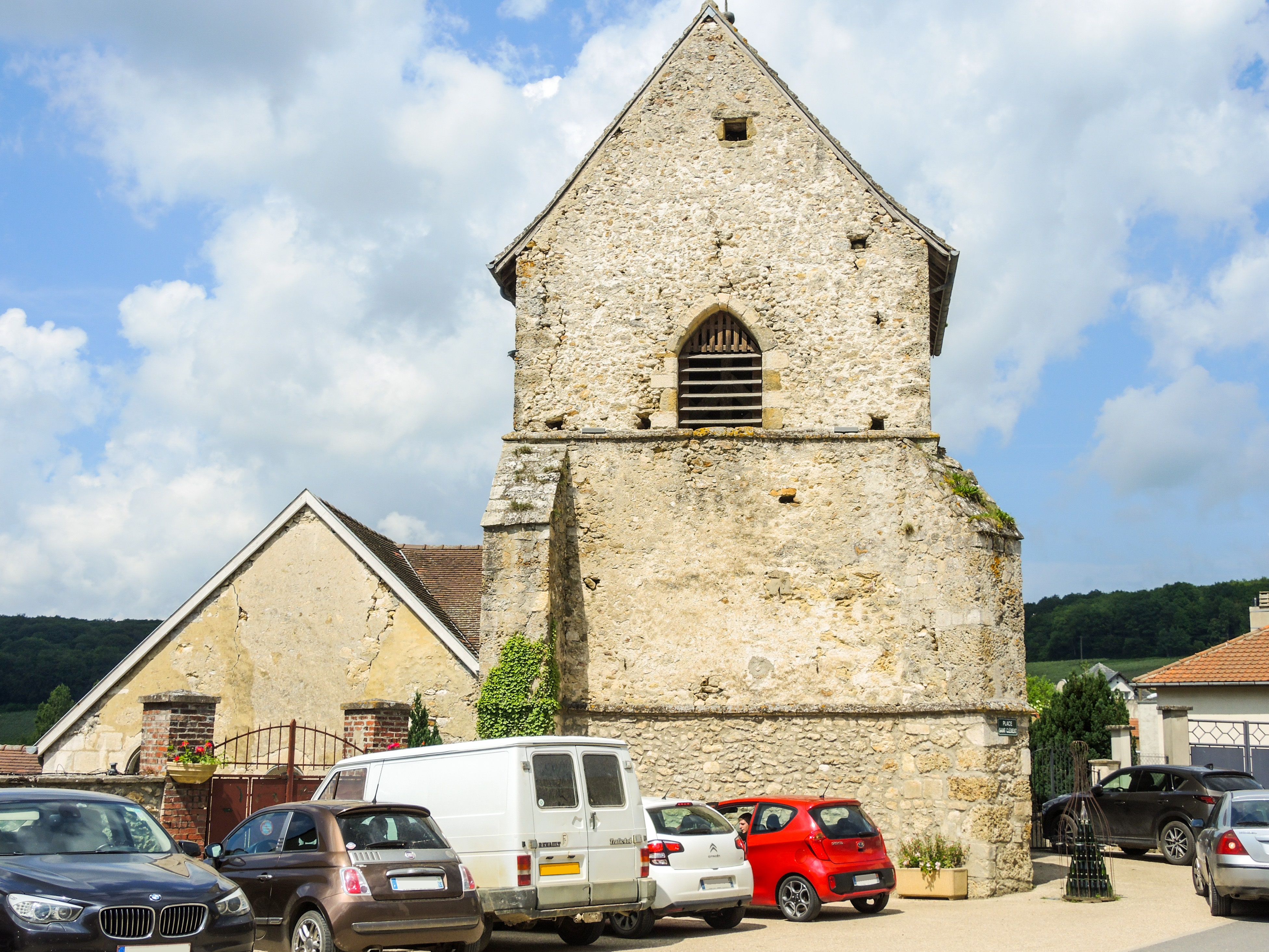
L'église Saint-Clément.

### Lieux et monuments
Le principal monument de la commune est son église, dédiée à Clément de Metz[réf. nécessaire] et construite au début du XIIIe siècle dans un style roman. À l'intérieur, on trouve des peintures murales du XIIIe siècle ou du XVIe siècle représentant le Jugement dernier,,, (restaurées en 1996) et d'autres scènes de la Bible : l'Ivresse de Noé, la fuite en Égypte, l'Annonciation et une Vierge à l'Enfant. L'église abrite également une cloche en bronze de 1544, ornée de figures de sainte Hélène et du Christ en croix et classée monument historique.